# Maarsserbrug
Maarsserbrug, också kallad Hoge Brug, är en 202 meter lång och 13,5 meter bred bågbro i stål över Amsterdam-Rhenkanalen mellan Maarssen och Maarssenbroek i kommunen Stichtse Vecht i Nederländerna.
Maarseenbrug ersatte svängbron, som var en förlängning av Stationsweg och Nieuwe Stationsweg i Maarssen. Den nya bågbron byggdes efter det att Merwedekanalen utvidgats till Amsterdam-Rhenkanalen. Maarsserbrug hade ett spann på 88,9 meter. På grund av de branta uppfarterna installerades 1939 en elektriskt driven gondol (hängfärja), vilken användes av lokala jordbrukare med hästanspända vagnar. Brovakten betjänade denna. Hängbron togs bort 1959, vilket sammanhängde med att traktorer då ersatt häst och vagn.

## Bildgalleri

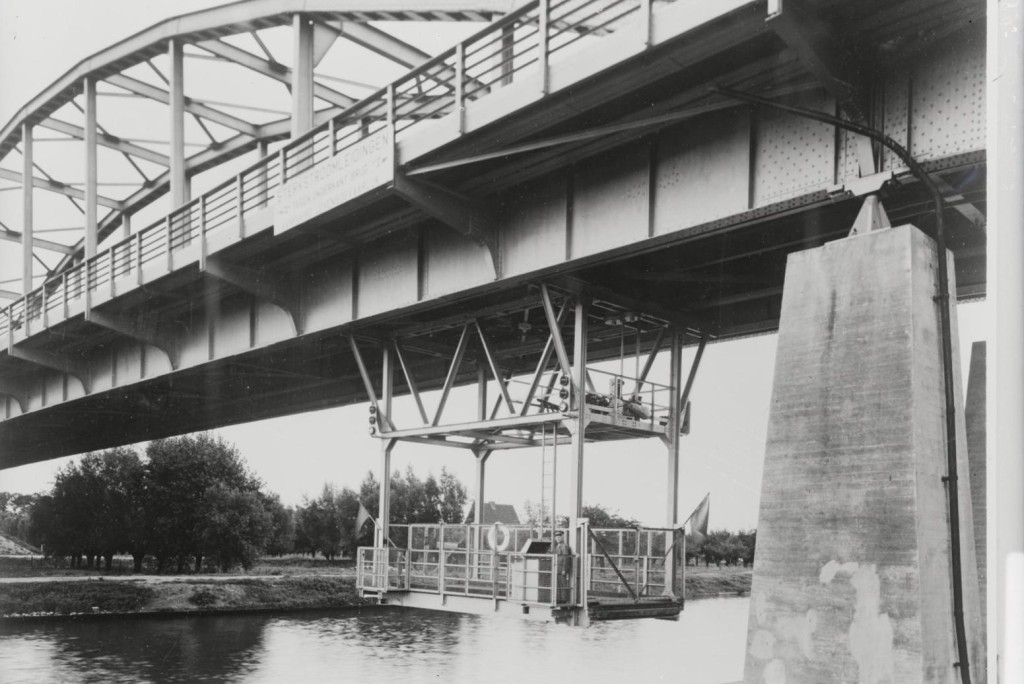
Gondolen under Maarsserbrug, 1939
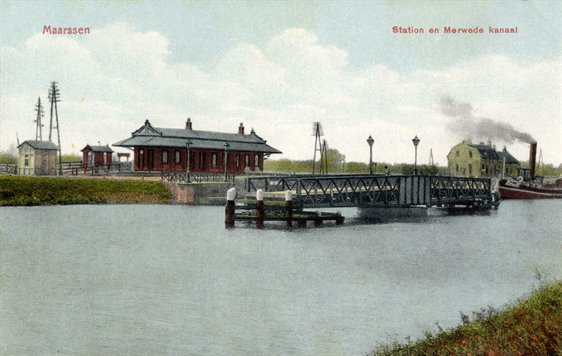
Svängbron i Maarseen, som var föregångare till Maarsserbrug, omkring 1912